# 別扎尼齊區

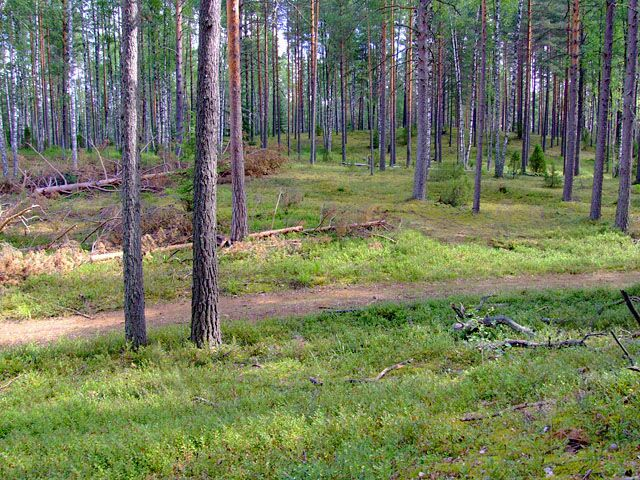

56°58′N 29°53′E / 56.967°N 29.883°E
別扎尼齊區（俄语：Бежаницкий район），是俄羅斯的一個區，位於該國西北部，由普斯科夫州負責管轄，面積3,535平方公里，2010年人口13,264，人口密度每平方公里3.75人。